# 60
Het jaar 60 is het 60e jaar in de 1e eeuw volgens de christelijke jaartelling.

## Gebeurtenissen

### Brittannië
- Boudicca, koningin van de Iceni, verenigt na het overlijden van haar man Prasutagus de Keltische stammen in East Anglia. Hij schenkt bij testament zijn koninkrijk aan Nero.
- Suetonius Paulinus, gouverneur van Britannia, ontneemt de Iceense edelen hun land en eigendommen. Boudicca leidt een opstand tegen de Romeinen en plundert Londinium (huidige Londen).
- Suetonius Paulinus besluit de macht van de druïdes te breken, door het eiland Anglesey aan te vallen, waarbij de heiligdommen van de druïdes worden vernietigd.
- De Romeinen stichten de Thermen van Bath.

### Midden-Oosten en Afrika
- Paulus, de apostel, vertrekt als gevangene naar Rome om door de Senaat berecht te worden, onderweg lijdt hij schipbreuk op het eiland Malta bij St. Paul's Bay.
- Porcius Festus volgt Antonius Felix op als procurator van Judea. De Sicariërs ("dolkmannen"), een verzetsbeweging van de Zeloten, plegen aanslagen op Joodse aristocraten.
- Heron van Alexandrië, Grieks wetenschapper, berekent in zijn boekwerk "Metrica", met zijn formule van Heron de oppervlakte van een driehoek.
- Keizer Nero stuurt een militaire expeditie naar Meroë (Soedan); het koninkrijk sluit een handelsverdrag met Rome.

## Geboren
- Juvenalis, Romeins satirendichter (overleden 138)
- Keiko, keizer van Japan

## Verschenen
- Hero van Alexandrië schrijft de "Metrica", "Mechanica" en "Pneumatica".